# Sylvia Caduff
Sylvia Caduff (* 7. Januar 1937 in Chur) ist eine Schweizer Dirigentin.

## Leben
Schon als Jugendliche beschloss Caduff, später Musik zu studieren und Dirigentin zu werden. Obwohl sie damit bei Lehrern und Eltern auf Unverständnis stiess, verfolgte sie dieses Ziel mit Leidenschaft. Während der Schulzeit lernte Caduff bei einem Dirigierkurs Herbert von Karajan kennen. Er ermutigte sie auf ihre Nachfrage hin, Dirigentin zu werden. Sie studierte bis zum Abschluss 1961 Klavier und Musiktheorie am Konservatorium Luzern. Im Fach Dirigieren besuchte sie zusätzlich in den Jahren bis 1962 Meisterkurse bei Rafael Kubelík, Lovro von Matačić, Franco Ferrara und Willem van Otterloo. Ab 1962 absolvierte sie ein dreijähriges Dirigentenpraktikum bei Karajan am Konservatorium Berlin. 1965 erreichte sie das Finale im Dirigierwettbewerb «Guido Cantelli» in Stresa und erhielt 1965 einen Anerkennungspreis («Honorary Mention») beim Nikolai-Malko-Wettbewerb in Kopenhagen.
1966 gewann sie als erste Frau die Dimitri Mitropoulos International Music Competition in New York. Sie setzte sich gegen 34 Dirigenten aus 23 Ländern durch. Diese Leistung ermöglichte ihr eine einjährige Assistenz bei Leonard Bernstein und den New Yorker Philharmonikern. In dieser Zeit dirigierte sie das Orchester auch mehrfach. Eigens dafür mussten die Statuten der Philharmoniker geändert werden: Sie schlossen die Anwesenheit von Frauen bis zu diesem Zeitpunkt aus.
Zurück aus New York, wirkte Caduff als Gastdirigentin und feierte u. a. 1967 ihr britisches Debüt mit dem Royal Philharmonic Orchestra. Von 1972 bis 1976 war sie Professorin für Dirigieren an der Musikschule Konservatorium Bern. 1973 erhielt sie den Anerkennungspreis des Kunst- und Kulturpreises der Stadt Luzern.
Ihr erstes «eigenes» Orchester führte sie ab 1977 bis 1986 als Generalmusikdirektorin in Solingen (Deutschland). Als Gastdirigentin war sie weltweit unterwegs und dirigierte 1978 als erste Frau nach dem Zweiten Weltkrieg die Berliner Philharmoniker. Ausserdem dirigierte sie u. a. das Tonhalle-Orchester Zürich, die Münchner Philharmoniker, das Radio-Sinfonieorchester Berlin, das Symphonieorchester des Bayerischen Rundfunks und das Gürzenich-Orchester Köln.
In ihrer Heimatstadt Chur leitete sie 1996 die Uraufführung der Oper Il semiader von Gion Antoni Derungs mit dem Orchestra della Svizzera italiana. 2003 wurde sie mit dem Bündner Kulturpreis ausgezeichnet.

## Film
- Maestras – The Long Journey Of Women To The Podium. In: Accentus Music. 2016, abgerufen am 28. April 2020.